# ناو کلاس بلاند
کروزر کلاس بلاند (به انگلیسی: Blonde-class cruiser) یک کلاس از کشتی است که طول آن ۳۸۵ فوت (۱۱۷٫۳ متر) می‌باشد.